# Каеде Накамура
Каеде Накамура (јап. 中村 楓; 3. август 1991) јапанска је фудбалерка.

## Репрезентација
За репрезентацију Јапана дебитовала је 2017. године. За тај тим одиграла је 3 утакмице.

## Статистика
| Јапан  | Јапан | Јапан |
| Год.   | Ута.  | Гол.  |
| ------ | ----- | ----- |
| 2017   | 3     | 0     |
| Укупно | 3     | 0     |